# قبة النصر (دمشق)
قبة النصر إحدى معالم قاسيون بدمشق التي ظلت قائمة إلى عهد ليس ببعيد، وقد شيدها برقوق الصالحي نائب دمشق سنة 841 في عهد السلطان قايتباي أحد سلاطين دولة الشراكسة في مصر و الشام في أعلى قاسيون، تخليداً لانتصاره على الأمير سوار بيك القادري) و إلقائه القبض عليه و إعدامه و يقال أنه وجد بموضعها ذهب كثير مدفوناً، و كانت شامخة واقفة بجدرانها الثلاثة دون الرابع فدكّها الفرنسيون في عهد فيشي في مايو 1941 م، حينما كانوا يدافعون عن مراكزهم حول دمشق ضد الجيش الإنجليزي الزاحف من فلسطين لئلا يتخذها هدفاً.